# Manga (geslacht)
Manga is een geslacht van vlinders van de familie Uilen (Noctuidae), uit de onderfamilie Amphipyrinae.

## Soorten
- M. basilinea Bowden, 1956
- M. belophora Fletcher D. S., 1961
- M. bisignata Laporte, 1973
- M. melanodonta (Hampson, 1910)